# Phyllophaga carminator
Phyllophaga carminator är en skalbaggsart som beskrevs av Horn 1894. Phyllophaga carminator ingår i släktet Phyllophaga och familjen Melolonthidae. Inga underarter finns listade i Catalogue of Life.